# Erythrina coralloides
Erythrina coralloides là một loài thực vật có hoa trong họ Đậu, phân bố theo dải từ Arizona, Hoa Kỳ về phía nam đến Oaxaca, México.

## Hình ảnh

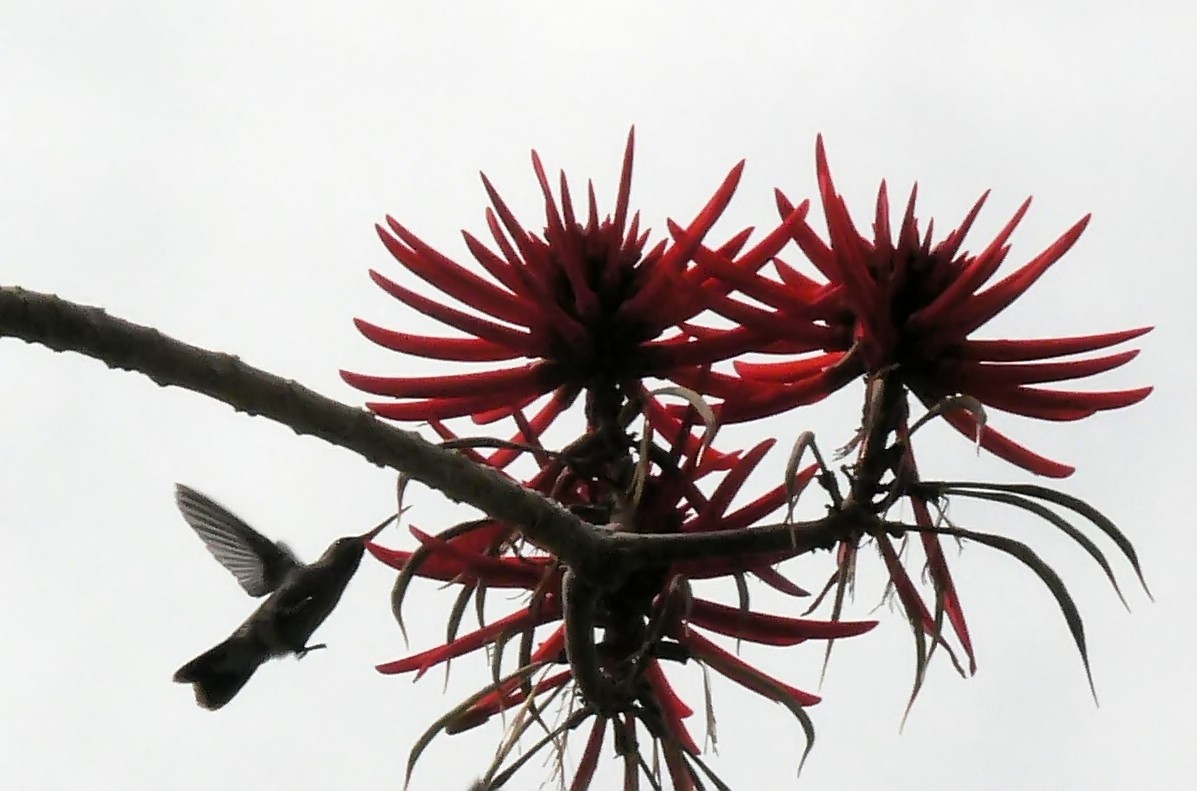